# Manjusha
Manjusha ist ein weiblicher Vorname.

## Herkunft und Bedeutung
Indien: kleine Lade

## Bekannte Namensträgerinnen
- Manjusha Kanwar, indische Badmintonspielerin
- Manjusha Pawagi, kanadische Autorin